# Mårten Ringbom
Mårten Eric Jonas Ringbom, född 14 juni 1934 i Helsingfors, död 28 maj 2012, var en finländsk journalist och författare. Han var son till Nils-Eric Ringbom. 
Ringbom var 1967–1976 assistent vid Helsingfors universitet och 1976–1997 journalist vid Finlands Rundradio med samhälls- och kulturprogram som specialområde. I hans filosofiskt inriktade författarskap märks diktsamlingarna Begrip (1961) och Den flerdimensionella människan (1969) samt essäsamlingen De goda och de onda (1974). 
Ringbom väckte livlig debatt med den polemiska skriften Niccolo och Nikolaj – ofärdsårens Finland i Machiavellis perspektiv (1999), som riktade skarp kritik mot Matti Klinges historiesyn. Ringbom blev filosofie doktor 2002 på avhandlingen Man as a Moral Agent in Aristotle. Han engagerade sig i ledningen för många kulturorganisationer, bland annat som sekreterare i Finlands svenska författareförening 1960–1965 och medlem av statens litteraturkommission 1968–1973. 